# Розолина
Розолѝна (на италиански: Rosolina; на венециански: Rusuina, Рузуина) е градче и община в Северна Италия, провинция Ровиго, регион Венето. Разположено е на 1 m надморска височина. Населението на общината е 6533 души (към 2012 г.).